# Jürgen Pahl
Jürgen Pahl (Teuchern, 17 marzo 1956) è un ex calciatore tedesco, di ruolo portiere.

## Carriera
Cresciuto calcisticamente nel Chemie Halle, Pahl scappò dalla Germania Est - assieme al compagno di squadra Norbert Nachtweih - nel corso della stagione 1976-1977, sfruttando una partita in trasferta in Turchia con la sua Nazionale Under-21 per non fare più ritorno in patria. Dopo un anno di squalifica imposto dalla FIFA poté tornare a giocare in Germania Ovest, all'Eintracht Francoforte, con cui vinse una Coppa UEFA nel 1980 e una Coppa di Germania nel 1981. Nel 1987 si trasferì alla squadra turca del Çaykur Rizespor, dove concluse la carriera nel 1989.

## Palmarès
- Coppa di Germania: 1

Eintracht Francoforte: 1980-1981
- Coppa UEFA: 1

Eintracht Francoforte: 1979-1980